# 논산대로
논산대로(Nonsan-daero)는 충청남도 논산시 채운면 화산리 화산사거리와 지산동 계백사거리를 잇는 충청남도의 도로이다. 1997년 9월 1일에 기존 논산시내를 지나는 국도 제1호선 구간이 폐지되면서 이 도로 일부 구간이 국도 제1호선에 속하게 되었다.

## 역사
- 1997년 9월 1일 : 기존 논산시 부창동 ~ 덕지동 3.3km 구간 폐지[1]
- 2008년 12월 1일 : 논산대로로 도로명 고시

## 주요 경유지
충청남도
- 논산시